# Madeiro
Madeiro est une municipalité brésilienne située dans l'État du Piauí.